# Association Sportive Capoise
Association Sportive Capoise é um clube de futebol do Haiti. Disputa atualmente a primeira divisão nacional.